# Pop-Büro Region Stuttgart
Das Pop-Büro Region Stuttgart ist eine öffentlich getragene Einrichtung zur Förderung von Popmusik und Popkultur und dabei zentrale Anlaufstelle für Künstler sowie Beteiligte der regionalen und landesweiten Popkultur. Zu den Aufgabengebieten der Förderinstitution gehören Beratung von Musikschaffenden in der Region Stuttgart sowie Projektentwicklung, Definition von kulturellen Räumen und Angeboten. Aktuell sind dort zehn Mitarbeitende mit verschiedenen thematischen Schwerpunkten beschäftigt.

## Geschichte
Das Pop-Büro Region Stuttgart, oder auch kurz Pop-Büro genannt, wurde 2003 gegründet. Finanziell getragen wird es seit der Gründung von der Wirtschaftsförderung der Region Stuttgart, der Stuttgarter Jugendhausgesellschaft sowie dem Kulturamt der Landeshauptstadt Stuttgart. Daraus ergibt sich die bis heute bestehenden Kernaufgabe: Förderung der populären Musik an der Schnittstelle zwischen Wirtschaft, Kultur und Jugend.

### 2003 bis 2010: Gründung und erste große Projekte
Ausgangspunkt der Gründung war die Arbeit des Cumulus Kulturbüros, das seit 1976 Kinder- und Jugendkultur im Netzwerk des Stuttgarter Jugendhaus e.V., dem Stadtjugendring Stuttgart e.V. und dem Jugendamt der Stadt Stuttgart angeboten hat. Auch heute noch vorbildlich ist zum Beispiel der RockPopJazz Workshop für Mädchen und junge Frauen, der Austausch Stuttgart meets Syn Francisco, ein Impulsgeber für die HipHopszene und Gründung der Kolchose und 0711. Das Projekt Rocktest, ein – zunächst städtischer – Bandförderpreis wurde regional und konzeptionell erweitert, was eine Erweiterung der Trägerstruktur von Jugend zur Kultur sinnvoll erscheinen ließ. Da Querschnittsaufgaben in der Stadtverwaltung schwierig zu platzieren sind, gab es hierfür einen ersten interfraktionellen Antrag zur Förderung. In Folge beauftragte die Stadt eine Bedarfsanalyse, die letztendlich mit Fragebogenauswertungen und themenzentrierten Interviews 450 Seiten lang wurde. Da die Rathausdruckerei nicht so viel in kurzer Zeit drucken konnte, wurde das Papier dem Gemeinderat per CD-Rom übergeben: Ein Manifest zur Förderung populärer Musik als Aufgabe der Jugend-, Kultur- und Wirtschaftsförderung. Fast zeitgleich erstellte das Land die „Empfehlungen der Arbeitsgruppe für Jugend- und Popularmusik in Baden-Württemberg“, in der die regionale Popmusikförderung wie auch die Popakademie ihre Wurzeln hat. Diese Kombination war 2003 die Grundlage, um das Pop-Büro Region Stuttgart ins Leben rufen zu können. 2004 wurden die Räumlichkeiten im Stuttgarter Stadtteil Hallschlag bezogen.
Die Gründer des Pop-Büros waren auch gleichzeitig die ersten Leiter: Paul Woog und Mini Schulz. Während der Musiker Schulz sich auf die künstlerischen Aspekte der Förderarbeit konzentrierte, zeichnete Woog für die pädagogische und wirtschaftliche Leitung verantwortlich. Zu den ersten großen Projekten zählt eine große Kampagne zur Neuerschließung von Proberäumen und die Veranstaltung des MARS - Music Award Region Stuttgart.
Im Rahmen der ersten MARS-Verleihung 2006 wurde u. a. eine neue Hymne für die Stadt Stuttgart gesucht. Anfangs noch als kleine Branchenveranstaltung konzipiert, wuchs der MARS rasch zu einer überregional bedeutsamen Musikpreisverleihung: 2009 konnte als Moderatorin für die Verleihung die Moderatorin Hadnet Tesfai (u. a. MTV, ProSieben, Radio Fritz) gewonnen werden. Teil des musikalischen Rahmenprogramms dieser ersten großen Ausgabe waren u. a. Hubert Kah und DJ Schowi (Massive Töne). Ausgezeichnet wurden bisher u. a. Cassandra Steen, Philipp Poisel, das Label Chimperator, Cro oder die Band Schmutzki. Veranstaltet wurde der MARS in den Räumlichkeiten des Stuttgarter Planetariums und 2015 im neueröffneten Im Wizemann (ehem. Zapata).
2007 wurde zum ersten Mal PLAY LIVE, der landesweite Bandförderpreis, als Nachfolgeprojekt von „Baden-Württemberg rockt“ (1992–2006) veranstaltet. Gemeinsam mit Partnerinstitutionen aus ganz Baden-Württemberg, die sich zu den Popbüros Baden-Württemberg zusammenschlossen, wurden Nachwuchsbands und Musiker gezielt gecoacht, professionalisiert und für das Live-Business vorbereitet. Teil des Hauptpreises war ein Auftritt beim Southside Festival. Fester Medienpartner der Radiosender DasDing (SWR). Zu den bekanntesten Teilnehmenden und Gewinnerbands zählen Die Happy, Schmutzki, Antiheld, Heisskalt, Van Holzen, An Early Cascade und Kemelion. 2018 fand PLAY LIVE zum letzten Mal statt.

### 2010 bis 2018: Pop, Politik und Clubkultur
2010 wurde Peter James zum neuen Leiter des Pop-Büro Region Stuttgart berufen. Der in Deutschland geborene Brite gründete bereits die Hamburger Musikfördereinrichtung Rock City sowie den VUT mit, den Verband unabhängiger Musikunternehmer. Unter James Ägide rückte das Pop-Büro auch mehr in den Fokus landesweiter Projekte und engagierte sich zunehmend für die Stuttgarter Clubs und Livespielstätten. Dafür wurde 2013 das Clubkollektiv Stuttgart e. V. ins Leben gerufen und der erste Stuttgart Music Summit veranstaltet.
Neben dem Einfluss auf Landesebene erhöhte das Pop-Büro auch seine Sichtbarkeit weiter über die Grenzen der Region Stuttgart hinaus: Branchenevents wie das Reeperbahn Festival oder das South by Southwest in Austin, Texas wurden zu Pflichtterminen im Kalender. Durch einen Bandaustausch mit Schweden in Kooperation mit der Partnerorganisation Bilda und gezieltem Toursupport wurden Musiker aus der Region auch außerhalb Deutschlands einem neuen Publikum präsentiert.
Aktiv wurde das Pop-Büro unter Leitung von Peter James auch im Jazzbereich. In Kooperation mit dem Jazzverband Baden-Württemberg organisierte das Team die jährliche Präsenz des Landes auf der jazzahead in Bremen. Zudem wurde der Jazzverband mit einer Teilzeit-Stelle auch organisatorisch in die Geschäftsräume des Pop-Büros am Hallschlag eingebunden.

### 2018 bis 2020: digitale Transformation und nationale Netzwerke
Mit Walter Ercolino bekam das Pop-Büro 2019 erneut eine neue Leitung. Der in digitalen Transformationsprozessen erfahrene Musikmanager führt das immer weiter wachsende Team in einen digitaleren Arbeitsalltag. Nach der Neurenovierung der Geschäftsräume am Hallschlag und der Reorganisation einiger Projektstrukturen wurde 2019 zum ersten Mal die ABOUT POP veranstaltet, ein ursprünglich als Branchenkonferenz angedachtes Format für regionale Musikschaffende.
In den vier Jahren nach der ersten Ausgabe entwickelte sich die ABOUT POP schnell zu einem Hybrid aus Musikfestival und Konferenz, das große Teile des Wizemann Areals und präsentiert jährlich regionale, nationale sowie internationale Liveacts. Das Event, das Gäste vor allem aus Baden-Württemberg anzieht, behandelt darüber haus auch aktuelle Entwicklungen und Strömungen in der Pop- und Clubkultur.
Als landesweites Folgeprojekt für PLAY LIVE (siehe oben), wurde 2019 das Electronic Barcamp ins Leben gerufen, bei dem vor allem die Musikproduktion und die Produzenten im Fokus sind - eine Reaktion des Pop-Büros auf die vermehrt digitalen Möglichkeiten der Musikproduktion, die durch Rapper wie Rin und Bausa auch in der Region Stuttgart bekannte Vertreter fanden. Im gleichen Jahr wird das Netzwerk speziell für Frauen, später FLINTA, gegründet: Girl Put Your Records On. Neben regelmäßigen Gruppentreffen und thematisch verwandten Events wie Diskussionsrunden oder Filmvorführungen entsteht innerhalb des Netzwerks auch eine Jam-Session speziell für FLINTA, also Frauen, Lesben, Inter, nicht-binären, trans und agender Personen.
Auch die Arbeit an Exportformaten und (internationaler) Vernetzung nahm zu. Gemeinsam mit verschiedenen Popförderinstitutionen und der Initiative Musik, einer Einrichtung des Bundes zur Musikförderung, entsendet das Pop-Büro jährlich zwei Live-Acts zum Waves Vienna Festival nach Wien. Durch die sehr aktive Netzwerk- und Förderarbeit konnten zudem bereits Auftritte beim Pop-Kultur Festival in Berlin, dem Reeperbahn Festival in Hamburg oder auch zur c/o Pop nach Köln vermittelt werden. Wichtige Branchenverbände und -vereine, zu denen das Pop-Büro Region Stuttgart gehört, ist der Bundesverband Popularmusik (BV POP), der Music Women Germany e. V. sowie dem Verein für Popkultur.

### 2020 bis heute: Wege aus der Pandemie und interdisziplinäre (Pop-)Kulturarbeit
Als im März 2020 die COVID-19-Pandemie um sich Griff, stand die Kulturbranche weltweit vor einem wirtschaftlichen Problem. Um die Musikschaffenden und Veranstalter in Deutschland schnell und unbürokratisch zu unterstützen, gründete sich in Berlin die Initiative United We Stream mit der Unterstützung von arte Concerts. Mit Livestreamings wurde Geld gesammelt, das direkt in Hilfsgelder floss. Das Pop-Büro Region Stuttgart organisierte kurz nach Berlin United We Stream Stuttgart und einen Fonds speziell für Veranstaltende, um auch der regionalen Branche zu helfen. Im Anschluss folgten weitere lokale Ableger von United We Stream in München, Köln, Leipzig und zahlreichen Städten auf der ganzen Welt.
2020 hat der Ausschuss für Wirtschaft und Wohnen der Landeshauptstadt Stuttgart in seiner Sitzung beschlossen, eine neue Koordinierungsstelle Nachtleben einzurichten. Das Konzept dafür wurde vom Club Kollektiv Stuttgart gegründet, von dem das Pop-Büro nach wie vor ein Teil ist: Eine Mitarbeiterin oder ein Mitarbeiter wird in der städtischen Wirtschaftsförderung als verwaltungsinterner Lotse angesiedelt, eine szeneaffine Fachkraft, der Nachtmanager, ist dem Pop‐Büro Region Stuttgart zugeordnet. Der erste Nachtmanager ist seit 2021 der Kulturmanager Nils Runge. Zu Runges ersten Schwerpunkten zählt die Unterstützung der regionalen Clublandschaft während der COVID-19-Pandemie. Eines von vielen Beispielen: Im ersten Sommer nach einer Reihe von Lockdowns, soll sich die Innenstadt Stuttgarts 2021 wieder mehr für alle öffnen - mit einem breiten kulturellen Angebot. Das Pop-Büro startet gemeinsam mit dem Nachtmanager und verschiedenen Akteure der Stadt sowie anliegenden Gastronomien die erste „Kleine Abendmusik“ auf dem Kleinen Schlossplatz und bietet einen barrierefreien Zugang ohne Konsumzwang.
2021 werden außerdem die ersten Pop-Stipendien vergeben. Diese Stipendien können für die Produktion von Musikalben oder von Formaten vergleichbarer künstlerischer Relevanz und ähnlichen Umfangs verwendet werden. Seit der ersten Ausschreibung trudeln jährlich über 150 Bewerbungen ein. Gefördert werden die Stipendien durch die Landeshauptstadt Stuttgart (Kulturamt), die Wirtschaftsförderung Region Stuttgart GmbH, die Stuttgarter Jugendhaus gGmbH und durch die alwa Stiftung.
Mit gezielten Förderungen und Projekten wird weiter dezidierte Förder- und Aufbauarbeit geleistet: Mit „Zukunftsmusik Stuttgart“ startet das Pop-Büro gemeinsam mit der Wirtschaftsförderung der Stadt Stuttgart ein erstes Mentoringprogramm speziell für Frauen und sich als weiblich identifizierende Personen. Bei Open Records haben Jugendliche und junge Erwachsene seit 2021 die Möglichkeit, an neu aufgerüsteten Tonstudios verschiedener Stuttgarter Jugendhäuser zu arbeiten und ihre Fähigkeiten im Bereich Musikproduktion zu verbessern. 2022 entsteht der „Club-72“ als Nachfolgeprojekt des „Kesselsounds“, der monatlich regionale Live-Acts (erste) Bühnenerfahrungen vor einem größeren Publikum ermöglicht. Das Booking wird von Merlin Kulturzentrum und Pop-Büro gemeinsam kuratiert und legt wert auf ein ausgewogenes Genre- und Geschlechterverhältnis.
2023 gibt es gleich zwei Jubiläen: Das Pop-Büro Region Stuttgart feiert 20-jähriges Bestehen. Bereits im Sommer geht die ABOUT POP als das Leuchtturm-Projekt in die fünfte Runde und ist noch vor Beginn restlos ausverkauft.